# Nuchis
Nuchis (Nùcchisi in gallurese, Nughes in sardo) è una frazione di 400 abitanti del comune di Tempio Pausania, sorge a 500 metri s.l.m. a pochi chilometri da Tempio e dai centri di Calangianus e Luras. Circondato da sugherete e formazioni granitiche dalle forme affascinanti è uno dei luoghi più suggestivi dell'alta Gallura.

## Storia
Nuchis è uno dei sette comuni storici galluresi, che la tradizione vuole fondato attorno al 1000 da un ricco possidente. Lo storico Giulio Cossu colloca, invece, le origini dell'abitato in epoca romana, come insediamento dalle sentinelle notturne della guarnigione Milizzana: prova ne sarebbe la derivazione del toponimo dal latino vigiliae ad noctes. L'affermazione del Cossu non ha alcuna valenza storica, visto che nella località Milizzana non si ha alcuna prova riguardo a un qualsiasi avamposto romano. Il toponimo Milizzana deriva dalla famiglia Milizianu, proprietaria di quelle terre, sin dal XVII secolo. Riguardo all'origine del nome della frazione di Nuchis, basti pensare che in sardo la stessa si chiama "Nughes"; che tradotto in lingua italiana significa semplicemente "noci". E difatti il territorio ha una forte presenza di questo tipo di albero, impiantato da antiche tradizioni corse.
Il territorio fu abitato già in epoca nuragica, per la presenza nel territorio di alcuni nuraghi. In epoca medievale fece parte della curatoria di Gemini, nel Giudicato di Gallura. Alla caduta del giudicato (1296), con la morte dell'ultimo giudice Nino Visconti, divenne possedimento d'oltremare della Repubblica di Pisa. Passò poi nel regno di Sardegna con la conquista aragonese a partire dal 1324. Nel XVIII secolo fu incorporato nel marchesato di Gallura, sotto la signoria dei Fadriguez Fernandez, ai quali rimase fino al 1839, quando fu loro riscattato con l'abolizione del sistema feudale.
Nel 1771, assieme a Tempio Pausania, Calangianus, Luras, Aggius, Bortigiadas e Terranova (l'odierna Olbia), ottenne l'autonomia comunale: questa fu perduta nel 1939, al culmine di una profonda crisi demografica, per effetto di un referendum promosso nelle frazioni da alcuni stazzi della bassa Gallura, tra i quali San Pantaleo, che sancì la loro annessione al territorio comunale della più vicina Terranova.

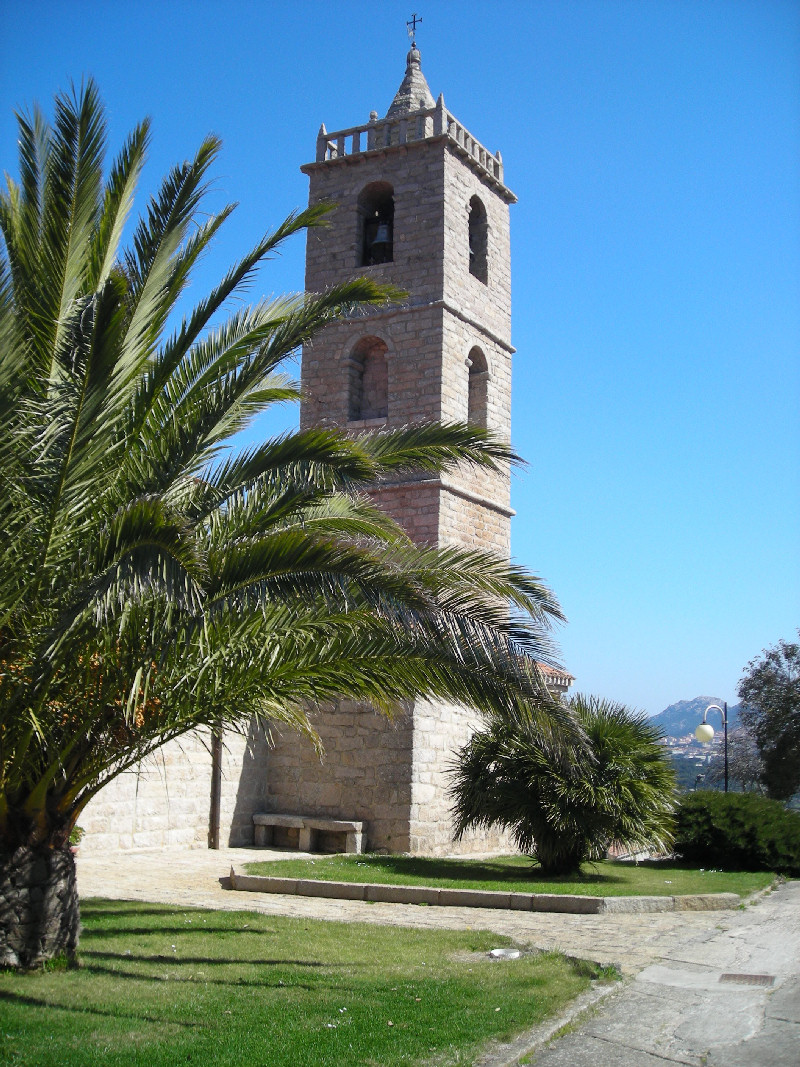
La chiesa dello Spirito Santo

## Monumenti e luoghi di interesse
Nonostante sia un piccolo centro conta ben cinque chiese, alcune delle quali antichissime come la chiesa dello Spirito Santo, costruita nel XIII secolo, al cui interno sono conservati due crocifissi lignei del XVII secolo, recentemente restaurati, e un dipinto del Marghinotti raffigurante la Pentecoste; la chiesa dei Santi Cosma e Damiano risalente al 1529 e affrescata da Carlo Armanni, e quella di Santa Croce del XVII secolo, a testimoniare l'antico splendore di questo borgo. Nei dintorni si possono ammirare reperti nuragici quali il nuraghe Agnu, la fonte sacra di Li Paladini e la tomba dei giganti di Pascaredda.
Nel paese sono presenti, oltre al santuario di San Cosma e Damiano, altre chiesette campestri: Santo Spirito, Santa Croce, Purgatorio, San Salvatore.
Merita una visita l'intero paesino per la sua caratteristica di avere la maggior parte delle costruzioni abitative fatte in granito. È usanza degli abitanti addobbare i terrazzi con piante e fiori che arricchiscono la caratteristica unica delle case di Nuchis.

## Cultura
La festa patronale si svolge l'ultimo fine settimana di settembre, in onore dei santi Cosma e Damiano e sant'Isidoro.

## Infrastrutture e trasporti

### Ferrovie

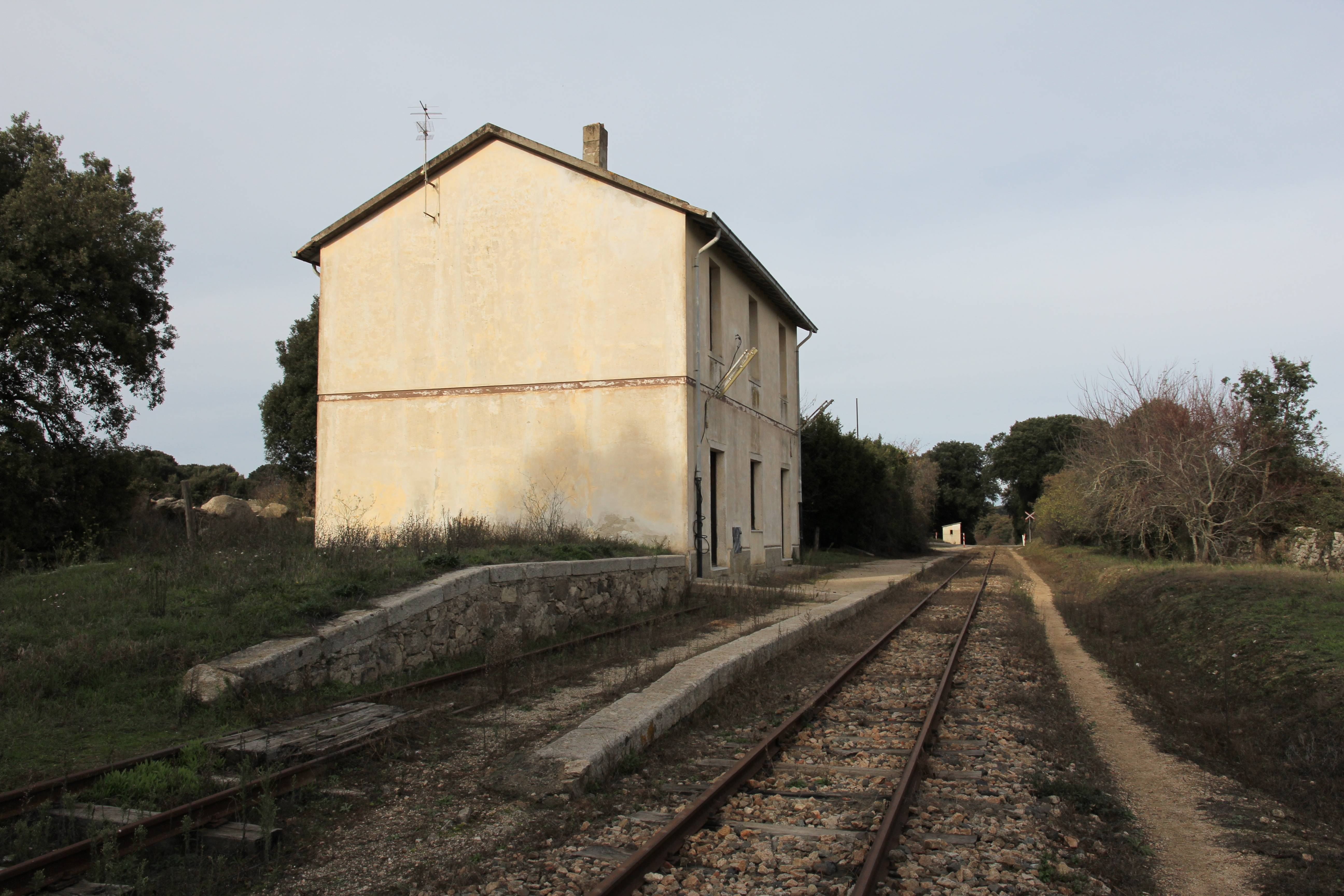
La fermata ferroviaria di Nuchis, dal 1997 utilizzata per i soli treni turistici

La frazione è servita dalla fermata di Nuchis, situata nel territorio comunale di Calangianus e posta lungo la ferrovia Sassari-Tempio-Palau, linea utilizzata in questo tratto sino al 1997 per i servizi di trasporto pubblico e successivamente per esclusivi impieghi turistici legati al Trenino Verde.